# Wolf im Schafspelz

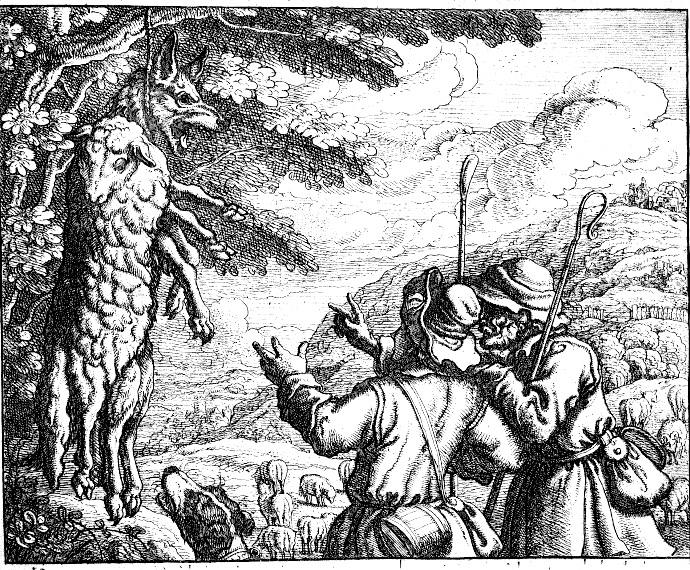
Der Wolf im Schafspelz
(Holzschnitt von Francis Barlow; 1687)

Wolf im Schafspelz ist eine der Bibel entlehnte Redewendung. Sie wird für jemanden gebraucht, der schadenbringende Absichten durch ein harmloses Auftreten zu tarnen versucht. Die Herkunft wurde fälschlich den Fabeln des Äsop zugeschrieben und ist im Motivverzeichnis (Perry-Index) 451 eingeordnet. Sie wurde später auch von den Brüdern Grimm in Der Wolf und die sieben jungen Geißlein als Metapher übernommen.

## Ursprung
Die Wendung stammt aus einer Predigt Jesu im Neuen Testament: Hütet euch aber vor den falschen Propheten, die in Schafskleidern zu euch kommen, inwendig aber sind sie reißende Wölfe. (Mt 7,15 ). Deren wahre Natur werde durch ihre Taten offenbar (An ihren Früchten sollt ihr sie erkennen, Vers 16). In den folgenden Jahrhunderten wurde die Wendung vielfach in den lateinischen Schriften der Kirchenväter verwendet und später auch in literarischen Werken europäischer Sprachen. Ein lateinisches Sprichwort besagt: Pelle sub agnina latitat mens saepe lupina. (Unter der Haut eines Schafes verbirgt sich oft ein wölfischer Sinn).
Obwohl die Geschichte vom Wolf im Schafsgewand in der Neuzeit Äsop zugeschrieben wurde, findet sie vor dem 12. Jahrhundert nirgends eine schriftliche Erwähnung und fehlt in den wichtigsten Quellen der Fabeln. Einen zusätzlichen Beleg für einen folkloristischen Ursprung bildet die Tatsache, dass das Motiv vom verkleideten Wolf in drei verschiedenen Geschichten mit unterschiedlichen moralischen Anwendungen belegt ist. Spätere Erzählungen folgen diesen jeweiligen Strängen.
Die erste Variante überliefert der byzantinische Rhetor Nikephoros Basilakis im 12. Jahrhundert in seinen Progymnasmata (rhetorischen Übungen). Sie ist mit der einleitenden Bemerkung versehen: „Du kannst durch eine Verkleidung in Schwierigkeiten kommen“.

„Ein Wolf beschloss, durch die Veränderung seines Aussehens mehr Essen zu bekommen. Er bedeckte sich mit einem Schafspelz und begleitete die Herde auf die Weide. Der Schäfer ließ sich von der Verkleidung täuschen. Als die Nacht einbrach, verschloss der Hirte den Wolf und die übrige Herde mit einem Gitter sicher im Schafstall. Als aber der Hirte ein Schaf für sein Abendessen holte, nahm er das Messer und tötete den Wolf.“

Die Moral der Geschichte unterscheidet sich von der biblischen, die vor den heuchlerischen Übeltätern warnte. Nikephoros zeigt, dass der bösen Tat die Strafe auf dem Fuße folgt.
Die zweite Version erschien erst drei Jahrhunderte später im 15. Jahrhundert im Hecatomythium des italienischen Gelehrten Laurentius Abstemius.

„Ein in einer Schafshaut gekleideter Wolf mischte sich unter die Herde und tötete jeden Tag ein Schaf. Als dies der Hirt bemerkte, knüpfte er den Wolf an einem hohen Baum auf. Auf die Frage der anderen Hirten, warum er denn ein Schaf gehängt habe, antwortete er: Die Haut ist die eines Schafes, aber die Taten waren die eines Wolfes.“

Abstemius’ Moral der Geschichte folgt der biblischen Interpretation: „Die Menschen sollen nicht durch ihre äußere Erscheinung, sondern durch die Werke beurteilt werden, und mancher im Schafspelz gekleidete verrichtet das Werk von Wölfen.“ Die geläufigste Nacherzählung der Geschichte im Englischen folgt Abstemius und den Zuschreibungen des Aesop.
Eine weitere Variante taucht in den Cento Favole morali des italienischen Dichters Giovanni Maria Verdizotti (1525–1600) auf.

„Ein Wolf verkleidete sich als Hirte, als er aber versuchte, dessen Ruf zu imitieren, weckte er den echten Hirten und seine Hunde. Da der Wolf durch seine Tarnung behindert war, konnte er nicht entkommen und wurde getötet.“

Dieser Version folgt Jean de La Fontaine in seinen Fabeln (III.3). Die von beiden Dichtern verfolgte Moral entspricht der des Nikephoros. Die Erzählung gelangte unter dem Titel „Der Wolf als Hirte“ (The Wolf turned Shepherd) in den Kanon der englischen 1884er Ausgabe der Aesop's Fables.

## Darstellung in der Kunst
Frühere Darstellungen der Fabel konzentrierten sich auf die Hinrichtung des Wolfs. In jüngerer Zeit richtete sich der Schwerpunkt auf die Verkleidung. In Frankreich ist das Thema vom Wolf als Schäfer geläufiger.

## Beispiele aus der Natur
- Der Säbelzahnschleimfisch (Aspidontus taeniatus) tarnt sich als Putzerlippfisch (Labroides dimidiatus). Statt aber Fische zu reinigen, beißt er ihnen Flossen- und Hautstücke heraus.
- Die Weibchen mancher Leuchtkäferarten ahmen die Blinksignale anderer Leuchtkäferarten nach, um deren Männchen anzulocken und zu fressen.